# Pristimantis lancinii
Pristimantis lancinii es una especie de anfibio anuro de la familia Craugastoridae.

## Distribución
Esta especie es endémica de la Cordillera de Mérida en Venezuela. Habita en los estados de Mérida y Trujillo entre los 2500 y 3400 m de altitud.

## Etimología
Esta especie lleva el nombre en honor a Abdem Ramón Lancini Villalaz (1934–2007).

## Publicación original
- Donoso-Barros, 1965 : Nuevos anfibios y reptiles de Venezuela. Noticiario Mensual, Museo Nacional de Historia Natural, Santiago, Chile, vol. 102, p. 2-3.[5]